# Sociedade do Crescente Vermelho Palestino
A Sociedade do Crescente Vermelho Palestino (em árabe: جمعية الهلال الأحمر الفلسطيني; em inglês:  Palestine Red Crescent Society; PRCS) é uma organização humanitária que representa o Movimento Internacional da Cruz Vermelha e do Crescente Vermelho no Estado da Palestina, que inclui a Cisjordânia, Jerusalém Oriental e a Faixa de Gaza.
O ramo palestino do movimento foi fundado em 1968 por Fathi Arafat, irmão de Yasser Arafat. O Crescente Vermelho fornece hospitais e centros de atenção primária à saúde, além de serviços de medicina de urgência e ambulâncias nos territórios palestinos. Sua sede fica em Ramallah, perto de Jerusalém.

## História
O Crescente Vermelho estabeleceu sua presença na Palestina pela primeira vez em 1910, com a abertura de sua sessão em Jerusalém. Em 26 de dezembro de 1968, a Sociedade do Crescente Vermelho Palestino (PRCS, sigla do nome em inglês Palestine Red Crescent Society) foi formalmente criada para atender às necessidades de saúde dos palestinos. Em 1.º de setembro de 1969, a PRCS foi reconhecida como uma Sociedade Nacional com status legal durante a sexta sessão do Conselho Nacional Palestino realizada no Cairo. Desde então, a PRCS tem desempenhado um papel significativo nos territórios palestinos, oferecendo serviços sociais e de saúde. Sua força de trabalho é composta por dezenas de milhares de funcionários e voluntários palestinos, árabes e estrangeiros.
Em junho de 2006, a Sociedade do Crescente Vermelho da Palestina recebeu o status de membro pleno da Federação Internacional das Sociedades da Cruz Vermelha e do Crescente Vermelho, após uma decisão tomada durante a 29.ª Conferência Internacional da Cruz Vermelha e do Crescente Vermelho. No início da década de 2020, durante a Guerra Israel-Hamas, o Crescente Vermelho descreveu  ter sido alvo de ataques militares israelenses, resultando na morte de mais de duas dezenas de seus membros da equipe.
Em 23 de março de 2025, forças israelenses atacaram uma equipe de ambulância da Sociedade do Crescente Vermelho Palestino que estava de serviço em Rafa, matando pelo menos oito trabalhadores de ambulância. Mais um trabalhador continua desaparecido desde 30 de março. Em 29 de março, os militares israelenses afirmaram que os mortos eram um integrante do Hamas e "outros oito terroristas". No entanto, em 30 de março, os corpos dos oito trabalhadores de ambulância foram recuperados, “após sete dias de silêncio e sem acesso à área de Rafa onde foram vistos pela última vez”, disse a Federação Internacional das Sociedades da Cruz Vermelha e do Crescente Vermelho. A federação também declarou que a equipe de ambulância "usava emblemas que deveriam tê-los protegido; suas ambulâncias estavam claramente marcadas [com luzes de emergência e símbolos do Crescente]". As forças israelenses enterraram os corpos em uma vala comum e as ambulâncias nas proximidades.

## Serviços de ambulância

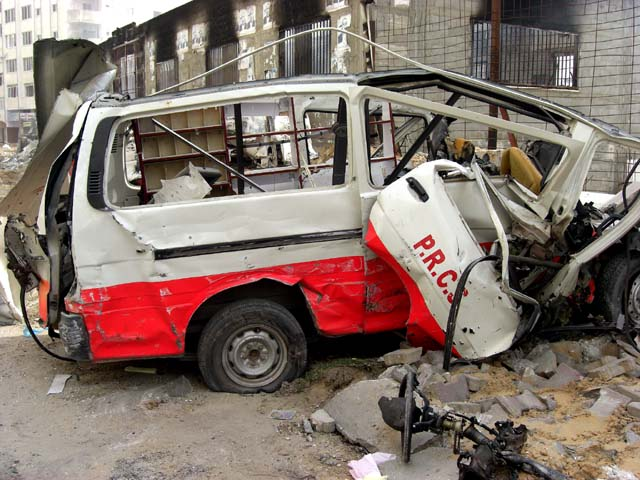
Ambulância destruída na cidade de Shuja'iyya, na Faixa de Gaza, após bombardeio israelense, no Hospital Al-Quds

A PRCS fornece a maioria dos serviços de ambulância nos territórios, como a prestação de serviços médicos de emergência e de socorro aos palestinos, conforme determinado em 1996 pelo então líder da Organização para a Libertação da Palestina, Yasser Arafat. Os serviços de ambulância são prestados por 41 estações e subestações, 22 postos de campo móveis, 122 ambulâncias, 346 técnicos de emergência médica e mais de 500 voluntários.
Em 1996, também foi fundado o Instituto de Emergência Médica, que treina funcionários e técnicos em emergência médica de acordo com padrões internacionais. Além disso, a PRCS desempenhou um papel fundamental na criação do número nacional de emergência (101).

## Problemas especiais

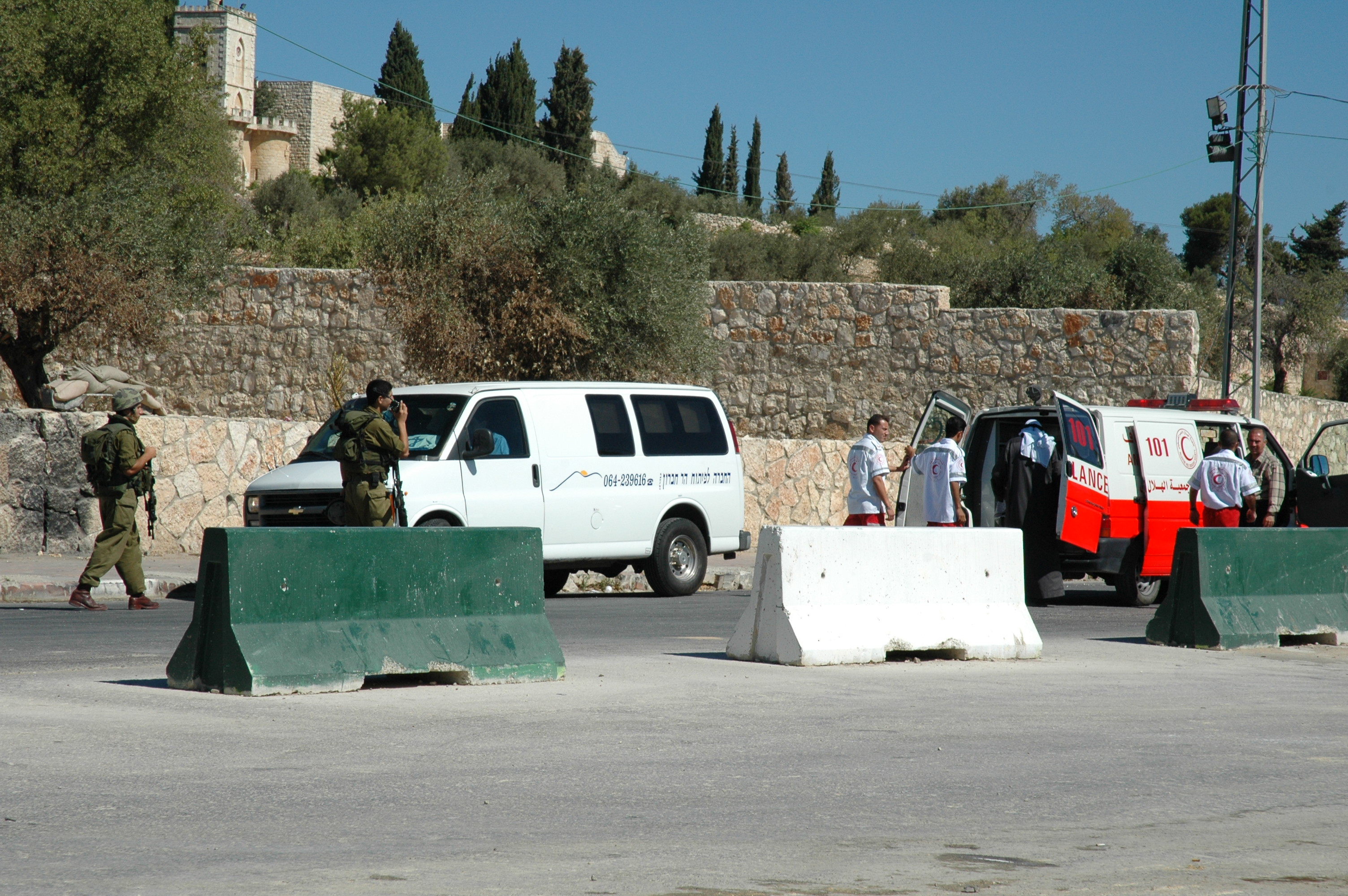
Ambulância do Crescente Vermelho Palestino em posto de controle israelense

O conflito entre israelenses e palestinos criou alguns problemas especiais na prestação de serviços.
As autoridades israelenses têm exigido que as ambulâncias palestinas sejam submetidas a uma revista ao passar pelos postos de controle, atrasando o atendimento aos pacientes e resultando em impactos significativamente negativos na assistência médica. Entre os anos de 2000 e 2007, por exemplo, estima-se que 16% das mulheres grávidas tiveram que aguardar em postos de controle por períodos superiores a duas horas, o que resultou em 68 partos ocorrendo em postos de controle, 35 casos de aborto espontâneo e 5 mortes maternas ao longo de um período de sete anos. Segundo fontes israelenses, esta política é o resultado da utilização de ambulâncias por organizações palestinas para transportar terroristas e armamento durante a Segunda Intifada, tornando necessária a inspeção das ambulâncias palestinas independentemente da gravidade do estado do paciente. Israel fez alegações semelhantes durante a Operação Chumbo Fundido de 2008–2009; no entanto, a Amnistia Internacional nega que o Hamas tenha utilizado sistematicamente instalações médicas, veículos e uniformes como disfarce, afirmando que não foram fornecidas quaisquer provas que comprovassem tais ações. Além disso, a declaração da Magen David Adom à Missão da ONU que investigou a guerra afirmou que "não houve uso de ambulâncias da PRCS para o transporte de armas ou munição (...) [e] não houve uso inadequado de emblemas humanitários pela PRCS".
De acordo com a PRCS, o exército terrestre e aéreo da Força de Defesa de Israel (FDI) tem deliberadamente atacado ambulâncias palestinas e impedido ou dificultado a realização de suas tarefas, em violação ao direito internacional humanitário. Em 2003, por exemplo, a PRCS informou que sete funcionários ficaram feridos e 12 ambulâncias foram danificadas em ataques perpetrados por colonos israelenses e pelas FDI, e as ambulâncias da PRCS tiveram acesso negado ou atrasado a áreas em 584 ocasiões diferentes.